# 丸瀬布温泉
丸瀬布温泉（まるせっぷおんせん）は、北海道紋別郡遠軽町丸瀬布上武利にある温泉。

## 泉質
- アルカリ性単純温泉
  - 源泉温度45.2度
  - 湧出量毎分260リットル　（動力揚湯）
  - pH 8.6（アルカリ性）
    - 無色透明、無味、無臭[1]

## 温泉街
- 宿泊施設は「マウレ山荘」のみで日帰り入浴も可能。「森林公園いこいの森」向かいに日帰り入浴施設「丸瀬布温泉 やまびこ」があり、SL雨宮21号の運転時期には露天風呂に入りながら汽笛を聞くことが出来る。

## 歴史
温泉の存在は古くからアイヌに知られており、繊維製造や傷病治癒に利用されていた。
1917年（大正6年）に温泉旅館が開かれたが、当時の源泉温度は28度で、薪で沸かさなければならない事もありあまり発展せず、戦争に入り開店休業の状態となった。
戦後の1961年（昭和36年）、丸瀬布町が町営温泉旅館「丸瀬布温泉 翠明荘」を建てた。1982年（昭和57年）にはボーリングに成功し、地下1300mから45度・毎分300Lの湯が湧出した。
1998年（平成10年）、いこいの森の隣接地に温泉を引湯し、日帰り入浴施設「丸瀬布温泉 やまびこ」開業。施設の老朽化に伴い2000年（平成12年）「翠明荘」は閉館し、翌2001年（平成13年）「丸瀬布温泉 マウレ山荘」が開業した。

## アクセス
- 鉄道 : JR石北本線丸瀬布駅から車で10分、遠軽町営バスで20分。